# Lézat-sur-Lèze
Lézat-sur-Lèze là một xã ở tỉnh Ariège, thuộc vùng Occitanie ở phía tây nam nước Pháp.